# Пятёрка за крутость
«Пятёрка за крутость»(англ. Rated A for Awesome) — канадский анимационный сериал, созданный Асапом Фипком. Премьера мультсериала состоялась на канале Disney XD в Великобритании, 20 июня 2011 года.

## Сюжет
Четверо друзей Лес, Ном, Ларс, Тера и их домашняя обезьяна м-р Шило стараются сделать мир крутым, раскручивая неинтересные или непопулярные вещи или людей в самое наикрутейшее, что есть на земле.

## Персонажи

### Главные
- Лестер «Лес» Крутой  (англ. Lester «Les» Awesome, Сэм Винсент[2]/Станислав Войнич) — лидер команды. Из своих друзей он самый маленький по росту. Раньше, Лестер был единственным в своей семье, не имеющим пятёрку в дневнике, пока однажды не спас жизнь одного из учителей с помощью науки. Его коронная фраза: «Давайте раскрутим это!». Лестер — младший сводный брат Теры. У него синие волосы и глаза. Плохой певец, актёр, танцор, спортсмен, но несмотря на это, он хороший игрок в гольф (обладает призом Кедди МакКедди). Довольно невнимателен и ленив. Может говорить дикторским голосом. Является следующий обладателем семейной реликвии Крутых. Влюблён в Холли
- Ном Флинскай (англ. Noam Plinsky, Брайан Драммонд[2]/Александр Трофимов) — высокий подросток-изобретатель. Умеет играть на гитаре и на барабанах, талантливый музыкант, но довольно застенчив. Ему нравится Тера. У него зеленые волосы, глаза и рубашка с символом «Computer Power Button». У Нома также странная форма памяти: он может забыть что-нибудь важное или житейское, но не теорию или научный факт. В одной из серий, он потерял память, но благодаря Тере смог вернуть её. Лидер группы «Банановый протокол» и школьного оркестра. Страдает боязнью сцены. Имеет золотую рыбку по имени Змей, которую позже отпустил в Гликерсвильский Аквапарк.
- Ларс Глюкенкрякен (англ. Lars Glyukenkryaken, Колин Мердок[2]/Иван Чабан) — самый толстый и безумный член команды. По происхождению норгиец (викинг), о чём упоминается почти в каждой серии. Является представителем школьного хора, талисманом школьной футбольной команды, актёром местного театра и отличным юмористом. Боится йети и лох-норгское чудовище (пародия на Лохнесское чудовище). Однажды, у него даже начали проявляться синдромы уподобления собаке. Также Ларс проявил уникальные способности создания роботов, когда создал фан-дроидов. Ввёл моду на обтягивающие плавки. Имеет уникальный дикторский голос.
- Тера Керплополис-Крутая (англ. Thera Kerplopolis Awesome, Чиара Занни[2]/Виктория Слуцкая) — сводная сестра Леса. самая энергичная в команде. Очень дружелюбная, никого и никогда не бросает в беде. Чемпионка по скоростному конькобежному спорту. Тера также умеет играть в футбол, и кататься на скейтборде, отлично танцует. В школе она была самой ненаказуемой ученицей, пока не уволили миссис Трисминус. Ей нравится Ном, это особенно видно в серии «Мы теряем Нома». У Теры фиолетовые волосы и глаза, носит розовую одежду. Страшно боялась дантиста, пока её друзья не помогли ей справиться со своим страхом. Умеет отлично играть на барабанах.
- Мистер Шило (англ. Mr. Twitchy, Кори Доран и Табита Сен-Жермен) — обезьяна в блондинистом парике, выращенном с помощью шампуня. В одной из серий научился говорить. У него есть товарищи-пленники на фабрике в целях испытания шампуней, которые в серии «Правда о мистере Шило» были освобождены. Любит бананы, блох и спутниковое телевидение. Влюблён в обезьянку из местного зоопарка. В отличие от других, на него не действует дикторский голос Ларса. Как и Ном, умеет играть на гитаре.

### Второстепенные
- Мистер Зевотр (Руперт Дегас) — учитель физики Леса. До раскручивания был самым скучным учителем в школе, но вскоре стал удостоен награды «Учитель года». Также показывается за судейским столом, когда нужно было оценивать школьные оркестры.
- Миссис Трисминус (Джули Лемье/Елена Терновая) — заместительница директора и учительница по истории. Была уволена директором из-за того, что придумывала на ходу правила для наказания учеников, но всё же появляется в других сериях.
- Чет Фликмен (англ. Chet Flickman, Брайан Фрод/Евгений Березкин) — богатый подросток-рэпер, главный враг Леса и его команды. Любит потешаться над теми, кто по его мнению неудачник, так как по словам отца Чета: «Фликменов не должны посмеивать, Фликмены всех посмеивают». Имеет личного шофёра (который является тренером футбольной команды, режиссёром, ищущим дикторский голос — прямо, как у Ларса).
- Триши (англ. The Trishas, Табита Сен-Жермен) — сёстры-близняшки, подруги Чеда. Считают себя самыми модными в школе и примерами для подражания. Не редко ссорятся. Имеют двоюродную сестру, являющуюся талисманом футбольной команды школы-конкурента.
- Барт (англ. Burt) — друг и помощник Чета, за его деньги, Барт может сделать всё, что прикажет Чет. На 1/64 является норгийцем.
- Олафа (Табита Сен-Жермен/Снежина Копрова) — бывшая ученица по обмену из Норгии школы Гликерсвиля, временно приехавшая в город, но вскоре она возвращается обратно в Норгию. Влюблена в Ларса.
- Макс Крутой (англ. Max Awesome, Брайан Добсон) — отец Леса и отчим Терры. Часто меняет работу, если она кажется ему интересной. Хороший друг посла подземного царства Шлака (крота).
- Анжелина Керплополис-Крутая — мама Терры и мачеха Леса. Самая модная мама в Гликерсвиле часто устраивает благотворительности. Не имеет обоняния.

## Факты
- Мультфильм показан в 2011 году, когда была авария на АЭС Фукусима. В это время на канале Teletoon хотели показать создатели мультсериала «Отчаянные герои: месть острова», но отменили из-за высмеивания трагедии.
- В заставке показано, что все учатся в классе с мистером Зевотором, хотя в первой серии «Педагогический экстрим» выясняется, что только Лес учится у него.

## Эпизоды
| Номер | Название                           | Автор(ы) сценария                     | Дата показа(в США) | Дата показа(в России) |
| ----- | ---------------------------------- | ------------------------------------- | ------------------ | --------------------- |
| 1     | «Педагогический Экстрим»           | Вито Вискоми                          | 20 июня, 2011      | 27 мая, 2016          |
| 1     | «Лестер и Песнь Судьбы»            | Эндрю Николс и Даррел Викерс          | 20 июня, 2011      | 27 мая, 2016          |
| 2     | «Просто добавь воды»               | Аль Шварц                             | 27 июня, 2011      | 31 мая, 2016          |
| 2     | «Таяние льдов»                     | Симон Рачоппа и Ричард Эллиотт        | 27 июня, 2011      | 31 мая, 2016          |
| 3     | «Школьный альбом»                  | Дэннис Хитон                          | 4 июля, 2011       | 1 июня, 2016          |
| 3     | «Предательское шоу»                | Симон Рачоппа и Ричард Эллиотт        | 4 июля, 2011       | 1 июня, 2016          |
| 4     | «Когда замёрзнет школа»            | Кэролин Хэй                           | 11 июля, 2011      | 2 июня, 2016          |
| 4     | «Затерявшийся в роли»              | Симон Рачоппа и Ричард Эллиотт        | 11 июля, 2011      | 2 июня, 2016          |
| 5     | «Клуб наказанных»                  | Стивен Салливан                       | 18 июля, 2011      | 3 июня, 2016          |
| 5     | «Кто круче всех возглавит оркестр» | Робин Стейн                           | 18 июля, 2011      | 3 июня, 2016          |
| 6     | «Состязание крутых»                | Вито Вискоми                          | 25 июля, 2011      | 5 июня, 2016          |
| 6     | «Отряд отчаянных»                  | Симон Рачоппа и Ричард Эллиотт        | 25 июля, 2011      | 5 июня, 2016          |
| 7     | «Король лунок»                     | Дэн Смит                              | 1 августа, 2011    | 8 июня, 2016          |
| 7     | «Вожак стаи»                       | Филипп Иванусик-Валли                 | 1 августа, 2011    | 8 июня, 2016          |
| 8     | «Бесконечный день»                 | Симон Рачоппа и Ричард Эллиотт        | 7 августа, 2011    | 9 июня, 2016          |
| 8     | «Умопомрачительное веселье»        | Робин Стейн                           | 7 августа, 2011    | 9 июня, 2016          |
| 9     | «Зубные забавы»                    | Дэн Уильямс и Лиен Савацки            | 13 августа, 2011   | 11 июня, 2016         |
| 9     | «Голос Ларса»                      | Симон Рачоппа и Ричард Эллиотт        | 13 августа, 2011   | 11 июня, 2016         |
| 10    | «Покорители лужаек»                | Робин Стейн                           | 20 августа, 2011   | 12 июня, 2016         |
| 10    | «Спать с умом»                     | Дэн Смит                              | 20 августа, 2011   | 12 июня, 2016         |
| 11    | «Раскрутка Барта»                  | Стивен Салливан                       | 27 августа, 2011   | 13 июня, 2016         |
| 11    | «Ленивое утро примата»             | Симон Рачоппа и Ричард Эллиотт        | 27 августа, 2011   | 13 июня, 2016         |
| 12    | «Магазин ужасов»                   | Кэролин Хэй                           | 3 сентября, 2011   | 17 июня, 2016         |
| 12    | «Гром аплодисментов»               | Дэн Смит                              | 3 сентября, 2011   | 17 июня, 2016         |
| 13    | «Когда Шило встречается с Тонгой»  | Урсула Циглер                         | 10 сентября, 2011  | 18 июня, 2016         |
| 13    | «Ночь тиха, ночь свята»            | Дэн Смит                              | 10 сентября, 2011  | 18 июня, 2016         |
| 14    | «Крутая рыбёшка»                   | Дэйл Шотт                             | 17 сентября, 2011  | 19 июня, 2016         |
| 14    | «Укротители младенцев»             | Филипп Иванусик-Валли и Давила Леблан | 17 сентября, 2011  | 19 июня, 2016         |
| 15    | «Не судите мутанта по его слизи»   | Ричард Кларк                          | 24 сентября, 2011  | 20 июня, 2016         |
| 15    | «Вооружён и очень опасен»          | Симон Рачоппа и Ричард Эллиотт        | 24 сентября, 2011  | 20 июня, 2016         |
| 16    | «Адские сопливые салфетки»         | Стивен Салливан                       | 3 октября, 2011    | 21 июня, 2016         |
| 16    | «Битва талисманов»                 | Стивен Салливан                       | 3 октября, 2011    | 21 июня, 2016         |
| 17    | «Крутизна навсегда»                | Дэйл Шотт                             | 10 октября, 2011   | 23 июня, 2016         |
| 17    | «Мастер Нюхач»                     | Робин Стейн                           | 10 октября, 2011   | 23 июня, 2016         |
| 18    | «Слишком много обезьян»            | Симон Рачоппа и Ричард Эллиотт        | 17 октября, 2011   | 27 июня, 2016         |
| 18    | «Мы теряем Нома»                   | Симон Рачоппа и Ричард Эллиотт        | 17 октября, 2011   | 27 июня, 2016         |
| 19    | «Правда о мистере Шило»            | Стивен Салливан                       | 24 октября, 2011   | 28 июня, 2016         |
| 19    | «Ночь живых кукол»                 | Дэн Смит                              | 24 октября, 2011   | 28 июня, 2016         |
| 20    | «Крутое свидание Теры с судьбой»   | Урсула Циглер                         | 31 октября, 2011   | 29 июня, 2016         |
| 20    | «Викинг по имени Эрик»             | Дэн Уильямс и Лиен Савацки            | 31 октября, 2011   | 29 июня, 2016         |
| 21    | «Плохие вести, Ном»                | Дэн Смит                              | 7 ноября, 2011     | 30 июня, 2016         |
| 21    | «Жертва шантажа»                   | Эндрю Николс и Даррел Викерс          | 7 ноября, 2011     | 30 июня, 2016         |
| 22    | «Смертоносный веще-собиратель»     | Урсула Циглер                         | 14 ноября, 2011    | 6 июля, 2016          |
| 22    | «Ночные кошмары на Гликерстрит»    | Филипп Иванусик-Валли и Давила Леблан | 14 ноября, 2011    | 6 июля, 2016          |
| 23    | «Я — Аг, ты — крутой»              | Симон Рачоппа и Ричард Эллиотт        | 21 ноября, 2011    | 7 июля, 2016          |
| 23    | «Крутой танцор Лес»                | Стивен Салливан                       | 21 ноября, 2011    | 7 июля, 2016          |
| 24    | «Брат Теры — крутое авто»          | Стивен Салливан                       | 28 ноября, 2011    | 11 июля, 2016         |
| 24    | «Инопланетный концерт Нома»        | Стивен Салливан                       | 28 ноября, 2011    | 11 июля, 2016         |
| 25    | «Против всякой крутости»           | Симон Рачоппа и Ричард Эллиотт        | 5 декабря, 2011    | 13 июля, 2016         |
| 25    | «Планета рыб»                      | Симон Рачоппа и Ричард Эллиотт        | 5 декабря, 2011    | 13 июля, 2016         |
| 26    | «Закадычные враги»                 | Симон Рачоппа и Ричард Эллиотт        | 12 декабря, 2011   | 15 июля, 2016         |
| 26    | «Мусор здесь, мусор там»           | Том Мэйс                              | 12 декабря, 2011   | 15 июля, 2016         |

### Мини-эпизоды
| Номер серии | Название                 | Дата выхода (в России) |
| ----------- | ------------------------ | ---------------------- |
| 1           | «Хрустящие хлопья»       | 2 июня, 2016           |
| 2           | «Всегда на связи»        | 5 июня, 2016           |
| 3           | «Хомячья хата»           | 6 июня, 2016           |
| 4           | «Персональный саундтрек» | 7 июня, 2016           |
| 5           | «Шерстесборник»          | 8 июня, 2016           |
| 6           | «Бодрячком с рюкзачком»  | 9 июня, 2016           |
| 7           | «Дирижабль»              | 12 июня, 2016          |
| 8           | «Счастье в очереди»      | 13 июня, 2016          |
| 9           | «Обувная радость»        | 14 июня, 2016          |
| 10          | «Фрёкен щиплет-щёкен»    | 16 июня, 2016          |
| 11          | «Цифрарежка»             | 17 июня, 2016          |
| 12          | «Мультифутболка»         | 19 июня, 2016          |
| 13          | «Сквознячки»             | 20 июня, 2016          |
| 14          | «Очень классная доска»   | 22 июня, 2016          |
| 15          | «Языкоразвязчик»         | 27 июня, 2016          |
| 16          | Воздушный змей"          | 28 июня, 2016          |
| 17          | «Ускоритель препода»     | 1 июля, 2016           |
| 18          | «Стул»                   | 4 июля, 2016           |
| 19          | «Номушники»              | 8 июля, 2016           |
| 20          | «Глаза заднего вида»     | 12 июля, 2016          |
| 21          | «Приставка из будущего»  | 14 июля, 2016          |

## Дубляж
- Лестер Крутой — Сэм Винсент/Станислав Войнич
- Тера Керпрополис-Крутая — Чиара Занни/Виктория Слуцкая
- Ном Флинскай — Брайан Драммона/Александр Трофимов
- Ларс Глюкеркрякен — Колин Мердок/Иван Чабан
- Мистер Шило — Табита Сент-Гермен и Кори Доран
- Чет Фликмен — Брайан Форд/Евгений Берёзкин
- Миссис Трисминус — Джули Лемье/Елена Терновая
- Макс Крутой — Брайан Добсон/Роман Никитин
- Триши — Табита Сент-Гермен/Снежина Копрова